# The Firing Line
The Firing Line er en amerikansk stumfilm fra 1919 af Charles Maigne.

## Medvirkende
- Irene Castle som Sheila Cardross Malcourt
- David Powell som Louis Malcourt
- Gladys Coburn som Jessie Bradley
- Anne Cornwall som Cecile Cardross